# Seven Swans
Seven Swans es un álbum de música folk indie de Sufjan Stevens. Incluye canciones sobre Abraham y la Transfiguración de Cristo, entre otros temas.
El álbum es minimalista, comparado con otros álbumes de Stevens, remarcando más fuertemente su banjo marca registrada y su melodiosa voz.
Seven Swans fue recibido muy bien por la crítica. The Guardian lo definió como un disco de remarcable delicadeza y Spin magazine dijo que sonaba como Elliott Smith después de diez años de catequesis.
El álbum fue editado en Compact Disc y vinilo, el vinilo por Burnt Toast Vinyl.
- Datos: Q1759293